# Бресе (Манш)
Бресе (фр. Brécey) насеље је и општина у северној Француској у региону Доња Нормандија, у департману Манш која припада префектури Авранш.
По подацима из 2011. године у општини је живело 2159 становника, а густина насељености је износила 103,01 становника/km². Општина се простире на површини од 20,96 km². Налази се на средњој надморској висини од 75 метара (максималној 111 m, а минималној 22 m).

## Демографија
| 1962. | 1968. | 1975. | 1982. | 1990. | 1999. | 2011. |
| ----- | ----- | ----- | ----- | ----- | ----- | ----- |
| 2.026 | 2.046 | 1.958 | 1.980 | 2.029 | 2.113 | 2.159 |

График промене броја становника у току последњих година